# Teófilo Matulionis
Teofilius Matulionis (22 de junho de 1873 – 20 de agosto de 1962) foi um prelado lituano católico romano. Ele foi consagrado bispo em segredo e passou a maior parte de seu episcopado preso pelo governo soviético. O Papa Francisco o reconheceu como mártir em 2016 e foi beatificado em 25 de junho de 2017.

## Primeiros anos e sacerdócio
Teofilius Matulionis nasceu em 22 de junho de 1873 em Molėtai, uma cidade do Império Russo, agora na Lituânia, em uma família de fazendeiros. Ele foi o segundo de três filhos de Jurgis Matulionis e Ona Juočepytė; depois que sua mãe morreu, seu pai se casou novamente, e ele e sua segunda esposa tiveram sete filhos.
Matulionis aprendeu a ler lituano e polonês em casa; frequentou o ginásio a partir de 1887 e em 1891 começou seus estudos teológicos no Seminário de São Petersburgo, onde foi ordenado em 17 de março de 1900, por Karol Antoni Niedziałkowski, bispo auxiliar da Arquidiocese de Mohilev; sua ordenação demorou porque deixou o seminário por três anos para reconsiderar sua vocação. Sua primeira paróquia foi em Varaklian, onde ele foi designado como vigário. Logo se tornou o reitor de Bikava, na Letônia, onde serviu pelos próximos nove anos. Nessa posição, Teófilo foi suspenso por não obedecer à lei do czar, que não permitia que padres católicos batizassem uma criança se um de seus pais fosse ortodoxo. Matulionis teve seus direitos na comunidade negados e foi enviado para a igreja do mosteiro de Santa Catarina em São Petersburgo.
Em menos de um ano, em 1910, o padre foi designado para liderar a comunidade do Sagrado Coração de Jesus, onde ministrou a paroquianos lituanos, russos brancos e poloneses, além de cuidar da construção de uma nova igreja. Ele era o chefe desta paróquia, apesar de ter sido designado como reitor apenas em 1918. Foi elevado a monsenhor. Após a Revolução de outubro de 1917, o governo comunista começou a reprimir a Igreja Católica. No ano de 1923, Matulionis, juntamente com o reverendo Monsenhor Cieplak e quinze outros padres de São Petersburgo foram condenados a três anos de prisão, por participar de reuniões e orações católicas, além de se recusar a assinar a entrega das propriedades da Igreja. Matulionis foi liberado em 1925 e continuou seu trabalho pastoral em São Petersburgo. Ele foi designado como membro do capítulo na catedral de Mogilev.
No mesmo ano, o governo soviético levou Teófilo Matulionis sob custódia novamente. Ele foi exilado para a prisão da ilha de Solovki, no Mar Branco. Os padres tinham uma área separada, para que eles não encorajassem ou apoiassem espiritualmente outros prisioneiros. A comunidade de 33 padres presos o elegeu seu superior. Quando os soviéticos descobriram, ele foi transferido para uma prisão de regime estrito de solidão em Petersburgo. Depois disso, ele foi enviado para Ledianoje Pole, próximo ao lago Ladoga, onde foi forçado a fazer trabalhos forçados nas florestas. As temperaturas congelantes, o trabalho duro e a comida ruim arruinaram sua saúde. Em 1933, ele foi transferido para a prisão de Moscou.
Naquele ano, quando os governos da Lituânia e da Rússia fizeram um acordo para troca de prisioneiros, Matulionis e um grupo de padres foram enviados para a Lituânia. Somente quando ele cruzou a fronteira da URSS foi revelado que ele era um bispo, pois até então, era um segredo muito bem guardado até dos outros prisioneiros. Logo após recuperar suas forças, ele foi visitar Roma, onde participou da canonização de São João Bosco e se encontrou com Pio XI. Convidado pelas famílias lituanas no exterior, Matulionis foi aos Estados Unidos para conhecer a numerosa comunidade de lituanos; no caminho de volta, visitou a Terra Santa como peregrino.

## Episcopado e morte
Em 8 de dezembro de 1928, foi nomeado bispo titular de Matrega e bispo auxiliar da arquidiocese de Mohilev pelo Papa Pio XI. Ele foi secretamente ordenado em 9 de fevereiro de 1929, pelo bispo Antanas Maleckis, Administrador Apostólico de Leningrado, na presença de dois outros padres como testemunhas, na igreja do Sagrado Coração de Maria.
Em 1936, foi designado como pai espiritual do mosteiro beneditino em Caunas. Ele foi bispo auxiliar de Kaunas e ajudou o bispo Juozapas Skvireckas no cuidado pastoral e como capelão do Exército Lituano. Com a morte do bispo Juozapas Kukta, em 1943, Monsenhor Matulionis foi designado como bispo ordinário da Diocese de Kaišiadorys. Ele defendeu a Igreja Católica durante a ocupação alemã e encorajou os padres a permanecerem e ajudarem o povo, apesar da opressão. Depois disso, ele fez o mesmo contra a ocupação soviética. Em 1946, o bispo foi preso por não cooperar com o governo soviético e sentenciado a dez anos de prisão: primeiro ele estava na prisão de Orsha, depois na prisão de Vladimir e finalmente em um hospital para deficientes em Mordovia.
Quando ele foi liberto, dez anos depois, retornou à Lituânia. Matulionis foi morar em Birštonas e continuou a cuidar da diocese de Kaišiadorys de lá. Contra a vontade do governo soviético, mas com a bênção do papa, no dia de Natal de 1957, consagrou um bispo, Vincentas Sladkevičius, o que gerou nova perseguição. Ele foi forçado a se mudar para Šeduva, onde viveu em isolamento até sua morte. No ano de sua morte, a 9 de fevereiro, recebeu do Papa João XXIII o título pessoal de Arcebispo. Ele não teve a permissão soviética para comparecer ao Concílio Vaticano II.
Em 20 de agosto de 1962, o arcebispo Teófilo Matulionis morreu. Ele deveria ser enterrado na Catedral de Kaišiadorys ao lado do Bispo Kukta, mas o governo comunista não permitiu isso até que eles tivessem certeza de que nenhuma manifestação massiva aconteceria. Acreditava-se que o arcebispo fora envenenado, por uma enfermeira policial do KGB; essa hipótese foi confirmada em 1999, quando os restos mortais foram exumados e vestígios de envenenamento por chumbo foram encontrados no corpo.

## Beatificação
O processo de beatificação começou em 2 de abril de 1990, após a independência da Lituânia do governo soviético, quando a Congregação para as Causas dos Santos (CCS) o intitulou Servo de Deus. O processo diocesano em Kaišiadorys durou até 1º de maio de 2008. Após a publicação da Positio em 2016, o Papa Francisco confirmou em 1º de dezembro de 2016 que Matulionis havia sofrido martírio "in odium fidei" e aprovou a beatificação.
Angelo Cardeal Amato, prefeito da Congregação para as Causas dos Santos, presidiu a cerimônia de beatificação em 25 de junho de 2017, na praça da catedral de Vilnius. Atualmente, as relíquias do Arcebispo Teófilo estão repousadas na Catedral.